# Saxel
Saxel est une commune française située dans le département de la Haute-Savoie, en région Auvergne-Rhône-Alpes.

## Géographie
Le village de Saxel, en amont de Douvaine, est situé sur le bassin versant des Dranses, sur un rocher, dont elle tire son nom, au-dessus du Brevon.

## Urbanisme

### Typologie
Au 1er janvier 2024, Saxel est catégorisée commune rurale à habitat dispersé, selon la nouvelle grille communale de densité à sept niveaux définie par l'Insee en 2022.
Elle est située hors unité urbaine. Par ailleurs la commune fait partie de l'aire d'attraction de Genève - Annemasse (partie française), dont elle est une commune de la couronne,. Cette aire, qui regroupe 158 communes, est catégorisée dans les aires de 700 000 habitants ou plus (hors Paris),.

### Occupation des sols
L'occupation des sols de la commune, telle qu'elle ressort de la base de données européenne d’occupation biophysique des sols Corine Land Cover (CLC), est marquée par l'importance des forêts et milieux semi-naturels (67,6 % en 2018), en diminution par rapport à 1990 (71,6 %). La répartition détaillée en 2018 est la suivante : 
forêts (65,2 %), prairies (17,9 %), zones agricoles hétérogènes (9,8 %), zones urbanisées (4,6 %), milieux à végétation arbustive et/ou herbacée (2,4 %).
L'IGN met par ailleurs à disposition un outil en ligne permettant de comparer l’évolution dans le temps de l’occupation des sols de la commune (ou de territoires à des échelles différentes). Plusieurs époques sont accessibles sous forme de cartes ou photos aériennes : la carte de Cassini (XVIIIe siècle), la carte d'état-major (1820-1866) et la période actuelle (1950 à aujourd'hui).

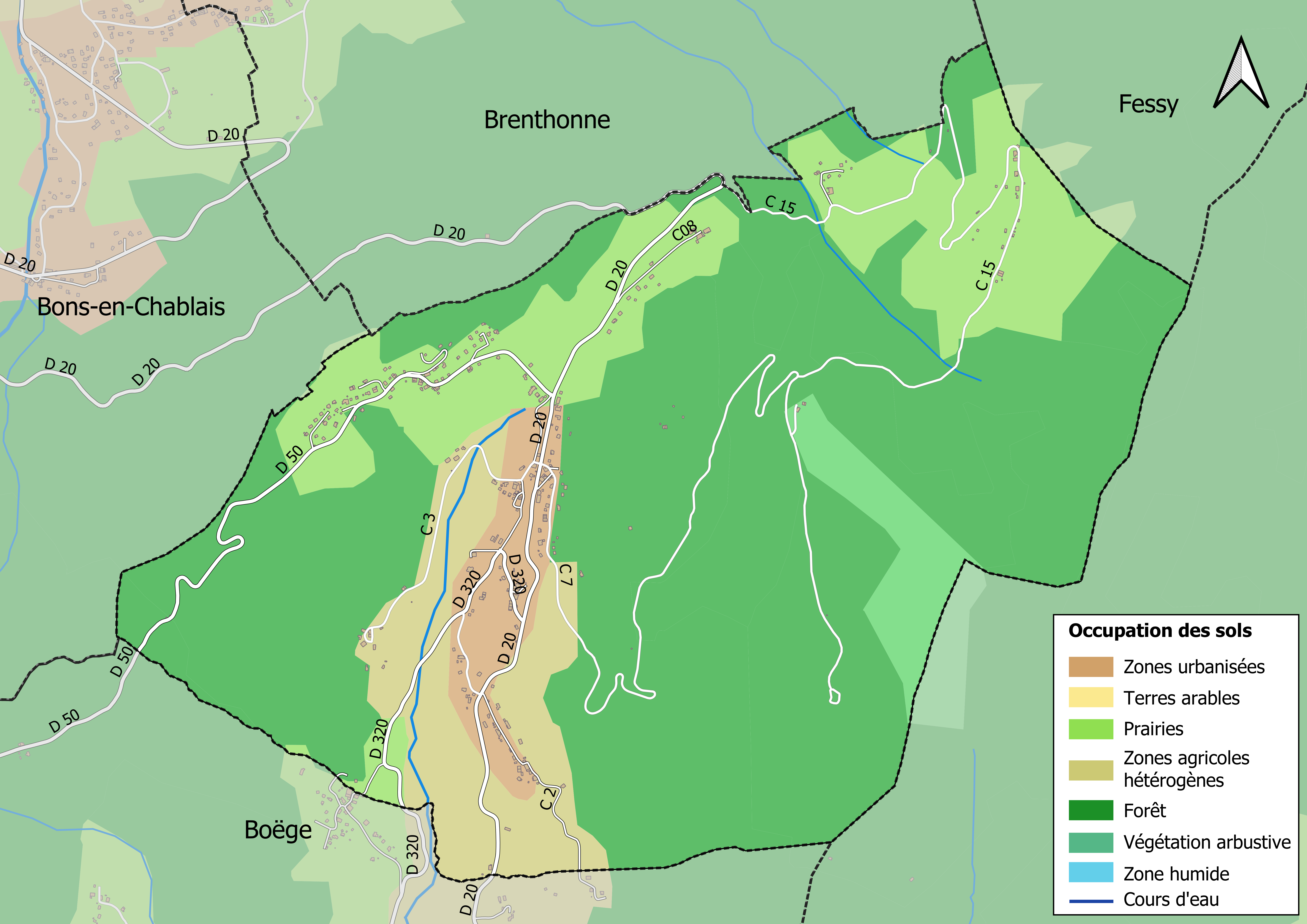
Carte des infrastructures et de l'occupation des sols en 2018 (CLC) de la commune.
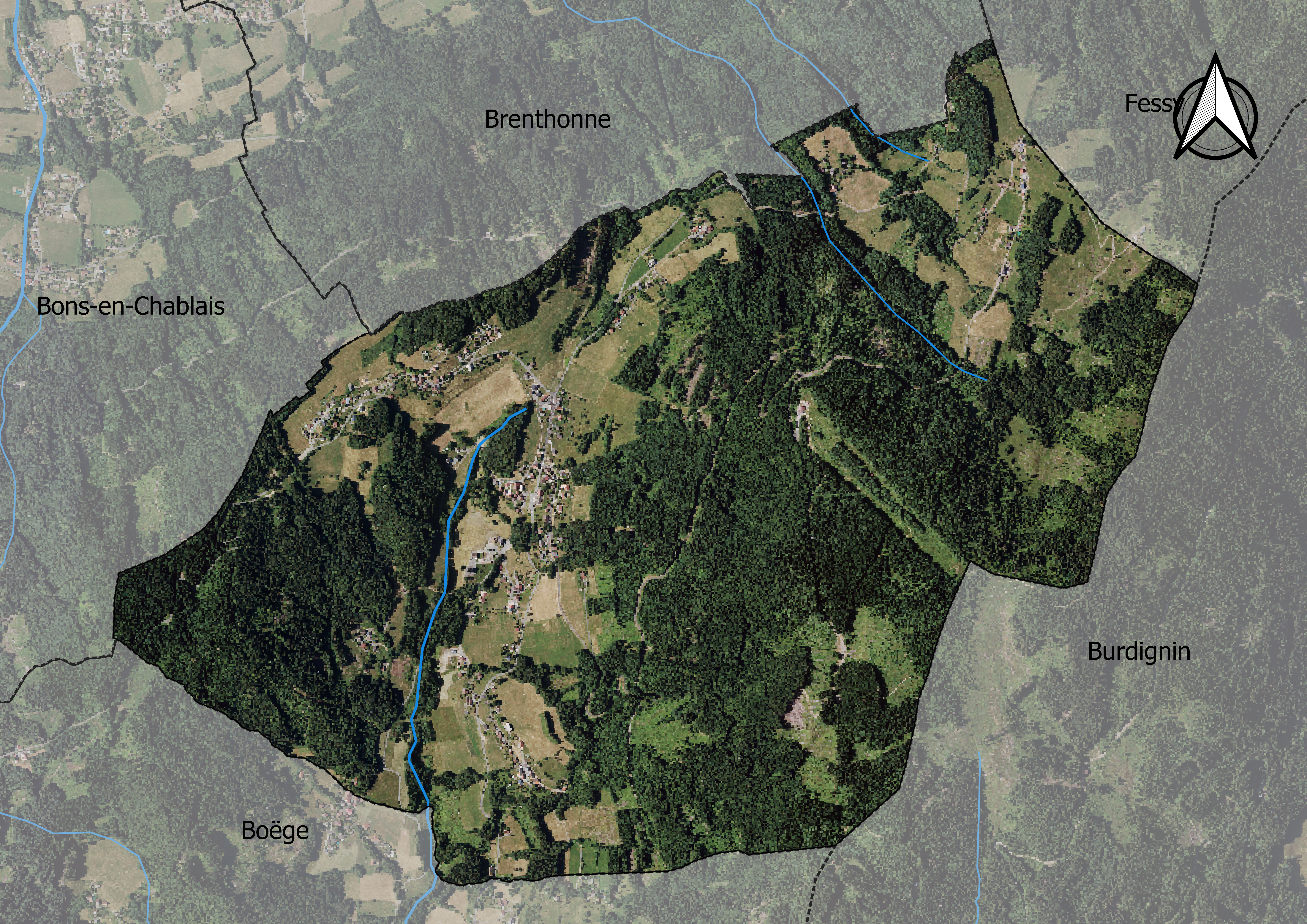
Carte orthophotogrammétrique de la commune.

## Toponymie
Le nom de la localité est attesté sous la forme [cura de] Sassel en 1344.
Saxel est un toponyme issu du bas latin Saxella pluriel de Saxellum, pris pour un féminin et désignant un rocher, une roche ou un roc,. L'église de la paroisse est en effet installée sur un rocher. C'est un diminutif en -el (gallo-roman -ellu) du mot latin classique saxum (qui est à l'origine du type toponymique Saix entre autres) signifiant « roche, rocher, roc »,.
En francoprovençal, le nom de la commune s'écrit Sassé (graphie de Conflans) ou Sassèl (ORB).
Ses habitants sont appelés les Sacellanes et Sacellans.

## Histoire
Lors des débats sur la réunion du duché de Savoie à la France en 1859-60, un courant pro-suisse réclame dans la partie nord du duché la réunion à la Suisse voisine. Une pétition rassemble plus de 13 000 signatures dont soixante-dix dans la paroisse. Le duché est réuni à France à la suite d'un plébiscite organisé les 22 et 23 avril 1860 où 99,8 % des Savoyards répondent « oui » à la question « La Savoie veut-elle être réunie à la France ? ».

## Politique et administration

### Situation administrative
La commune de Saxel appartient au canton de Sciez, qui compte selon le redécoupage cantonal de 2014 25 communes. Avant ce redécoupage, elle appartenait au canton de Boëge, depuis 1860.
Elle forme avec sept autres communes — Boëge, Bogève, Burdignin, Habère-Lullin, Habère-Poche, Saint-André-de-Boëge et Villard — depuis janvier 2010 la communauté de communes de la Vallée Verte. Elle fait partie du SIVOM de la Vallée Verte créé en 1966.
Saxel relève de l'arrondissement de Thonon-les-Bains, depuis 1939 et de la troisième circonscription de la Haute-Savoie, dont le député est Martial Saddier (LR) depuis les élections de 2017.

### Liste des maires
| Période                                  | Période  | Identité          | Étiquette | Qualité                                 |
| ---------------------------------------- | -------- | ----------------- | --------- | --------------------------------------- |
| maire en 1951                            | ?        | Pierre Mouchet    | MRP       | Exploitant agricole, député (1946-1955) |
|                                          | 2020     | Denis Mouchet     | ...       | Chef d'entreprise                       |
| 2020                                     | En cours | Frédéric Guiberti | ...       | Technicien                              |
| Les données manquantes sont à compléter. |          |                   |           |                                         |

## Démographie
L'évolution du nombre d'habitants est connue à travers les recensements de la population effectués dans la commune depuis 1793. Pour les communes de moins de 10 000 habitants, une enquête de recensement portant sur toute la population est réalisée tous les cinq ans, les populations de référence des années intermédiaires étant quant à elles estimées par interpolation ou extrapolation. Pour la commune, le premier recensement exhaustif entrant dans le cadre du nouveau dispositif a été réalisé en 2007.

En 2022, la commune comptait 509 habitants, en évolution de +7,84 % par rapport à 2016 (Haute-Savoie : +6,01 %, France hors Mayotte : +2,11 %).
| 1793 | 1806 | 1822 | 1838 | 1848 | 1858 | 1861 | 1866 | 1872 |
| ---- | ---- | ---- | ---- | ---- | ---- | ---- | ---- | ---- |
| 262  | 191  | 250  | 229  | 291  | 252  | 269  | 273  | 298  |

| 1876 | 1881 | 1886 | 1891 | 1896 | 1901 | 1906 | 1911 | 1921 |
| ---- | ---- | ---- | ---- | ---- | ---- | ---- | ---- | ---- |
| 301  | 265  | 278  | 241  | 250  | 221  | 218  | 227  | 206  |

| 1926 | 1931 | 1936 | 1946 | 1954 | 1962 | 1968 | 1975 | 1982 |
| ---- | ---- | ---- | ---- | ---- | ---- | ---- | ---- | ---- |
| 199  | 171  | 164  | 150  | 183  | 147  | 186  | 186  | 205  |

| 1990 | 1999 | 2006 | 2007 | 2012 | 2017 | 2022 | - | - |
| ---- | ---- | ---- | ---- | ---- | ---- | ---- | - | - |
| 255  | 348  | 372  | 375  | 429  | 484  | 509  | - | - |

## Culture et patrimoine

### Lieux et monuments
- L’église Sainte-Madeleine, située sur le gros rocher, dont est issu le toponyme du village.
- Le col de Saxel (943 m) au nord du village.